# Гора Челпанова
Гора Челпанова — деревня в Коношском районе Архангельской области. Входит в состав Тавреньгского сельского поселения.

## География
Находится в юго-западной части Архангельской области на расстоянии приблизительно 53 км на восток по прямой от административного центра района поселка Коноша на левом берегу реки Вель.

## История
В 1859 году здесь (деревня Вельского уезда Вологодской губернии) было учтено 17 дворов.

## Население
Численность населения: 131 человек (1859 год), 29 (русские 97 %) в 2002 году, 17 в 2010.